# El Hijo Resucita: La Evidencia Histórica De La Resurrección De Jesús
El Hijo Resucita: La Evidencia Histórica De La Resurrección De Jesús (en inglés, The Son Rises: The Historical Evidence for the Resurrection of Jesus) es un libro de 1981 del filósofo y apologista cristiano William Lane Craig. Craig, mediante el uso de diez líneas de evidencia histórica, defiende que Jesús fue resucitado después de su crucifixión.

## Sumario
En su introducción, Craig señala que la obra está dirigida a «aquellos que pueden creer en algún tipo de Dios o Ser Supremo, pero dudan que Él se ha revelado a nosotros de alguna manera decisiva». Inmediatamente después, señala que Dios se ha revelado en la historia a través de la resurrección de Jesús. Esta se prueba a través de (1) la evidencia histórica; y (2) la «seguridad de que Jesús ha resucitado porque el Espíritu de Dios da testimonio inconfundible [...] de que es así».
En el desarrollo del libro, Craig se centra en dos puntos: la tumba vacía y las apariciones de Jesús resucitado. Defiende la historicidad de la tumba vacía, y explica las razones por las que la mayoría de estudiosos la aceptan como un hecho histórico; argumenta que el entendimiento de la Iglesia primitiva sobre la resurrección era físico, y no alegórico. Sobre las apariciones del Resucitado, analiza las experiencias de Pedro, los Doce, Jacobo y Pablo (en este punto destaca en el credo pre-paulino de 1 Corintios 15). Tras examinar varias hipótesis, concluye que la mejor explicación de esos dos hechos es que «Dios resucitó a Jesús de entre los muertos».
Como conclusión, Craig señala que la resurrección es el corazón del cristianismo, así como la mejor explicación para su origen en sí. La resurrección es una verdad necesaria para el mensaje cristiano y la vida cristiana en la que (1) Dios actuó en el tiempo resucitando a Jesús de entre los muertos; (2) confirmó las afirmaciones de Jesús acerca de su relación única con el Padre y la autoridad divina; y (3) demuestra que «Jesús es la clave para la vida eterna».